# Maryline Troonen
Maryline Troonen (Hoei, 28 maart 1974 - Luik, 2 oktober 2014) was een Belgische atlete, die zich had toegelegd op het hordelopen. Zij nam tweemaal deel aan de wereldindoorkampioenschappen en veroverde drie Belgische indoortitels.

## Biografie
Troonen veroverde tussen 1997 en 1999 drie Belgische indoortitels op de 60 m horden. Zowel in 1997 als in 1999 nam ze op dit nummer deel aan de wereld- en in 2000 aan de Europese indoorkampioenschappen. Ze overleefde nooit de series.
Op de 100 m horden kon Troonen geen Belgische titels veroveren. Ze stond wel vijfmaal op het podium. In 2002 beëindigde ze haar topsportcarrière.
In 2011 hervatte Troonen bij de Masters. In 2014 werd een virusinfectie haar fataal.

### Clubs
Troonen begon haar loopbaan bij FC Hannuit, stapte in 1998 over naar Sambre et Meuse AC (SMAC). In 2002 ging ze naar CS Vorst.

## Belgische kampioenschappen
Indoor
| Onderdeel   | Jaar             |
| ----------- | ---------------- |
| 60 m horden | 1997, 1998, 1999 |

## Persoonlijke records
Outdoor
| Onderdeel    | Prestatie | Datum | Plaats |
| ------------ | --------- | ----- | ------ |
| 100 m horden | 13,43 s   | 1998  |        |

Indoor
| Onderdeel   | Prestatie | Datum            | Plaats |
| ----------- | --------- | ---------------- | ------ |
| 60 m horden | 8,25 s    | 14 februari 1999 | Gent   |

## Palmares

### 60 m horden
- 1997:  BK indoor AC – 8,45 s
- 1997: 5e in serie WK indoor in Parijs – 8,41 s
- 1998:  BK indoor AC – 8,39 s
- 1999:  BK indoor AC – 8,25 s
- 1999: 6e in serie WK indoor in Maebashi – 8,47 s
- 2000:  BK indoor AC – 8,40 s
- 2000: 5e in serie EK indoor in Gent – 8,40 s
- 2001:  BK indoor AC – 8,37 s
- 2002:  BK indoor AC – 8,48 s

### 100 m horden
- 1997:  BK AC – 13,56 s
- 1998:  BK AC – 13,59 s
- 1999:  BK AC
- 2000:  BK AC – 13,64 s
- 2001:  BK AC – 13,77 s

## Onderscheidingen
- 1997: Grand Prix LBFA